# Goudron de bouleau

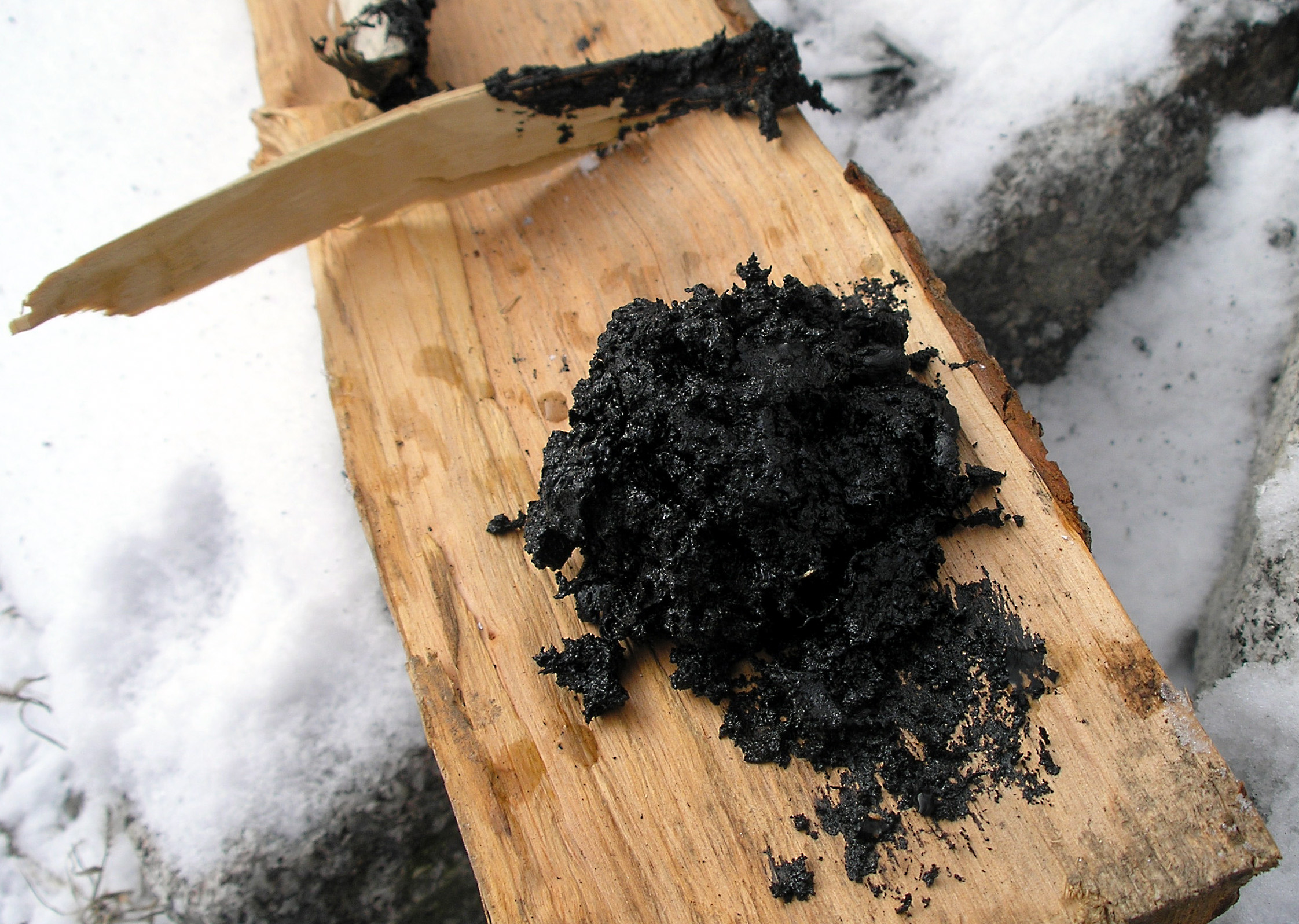
Poudre d'écorce de bouleau fabriquée dans un seul récipient : l'écorce de bouleau est chauffée dans des conditions hermétiques, le produit final est constitué de goudron et des cendres de l'écorce.

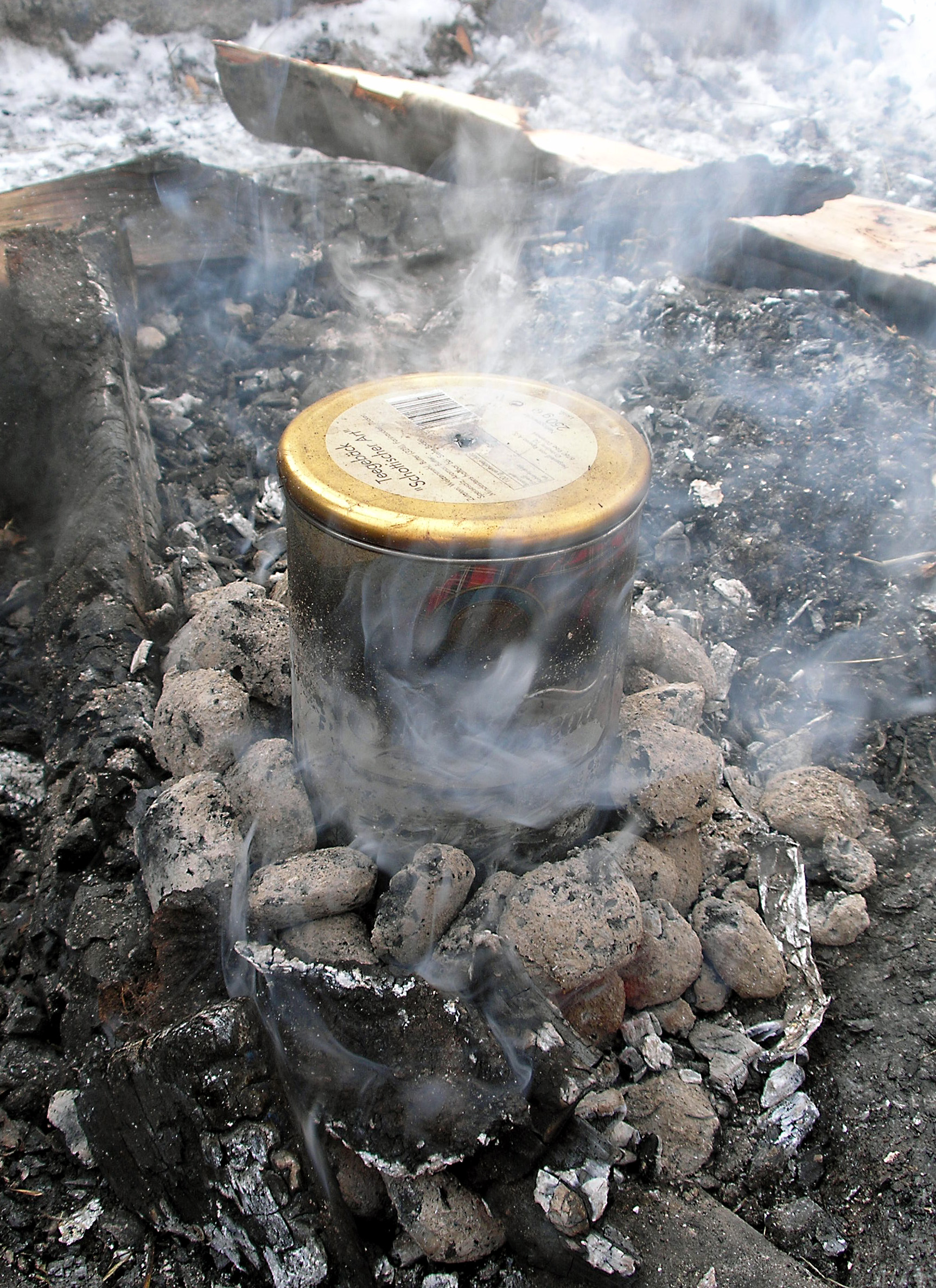
Méthode moderne de production de goudron d'écorce de bouleau dans un seul récipient : l'écorce de bouleau est chauffée dans des conditions hermétiques, le produit final est constitué de goudron et de cendre de l'écorce.

Le goudron de bouleau ou poix de bouleau est une substance (liquide lorsqu'elle est chauffée) dérivée de la pyrolyse de l'écorce du bouleau.

## Composés
Il est composé de phénols tels que le gaïacol, le crésol, le xylénol et le créosol.

## Utilisations
Le goudron de bouleau était largement utilisé comme adhésif dès le Paléolithique moyen jusqu'au début du Mésolithique. Les Néandertaliens produisaient du goudron par distillation sèche de l'écorce de bouleau il y a 200 000 ans. Or, une étude de 2019 a montré que ces premières productions de brai ont pu être réalisées selon une technique relativement simple, faisant intervenir des foyers à ciel ouvert. Il a également été utilisé comme désinfectant, dans la préparation du cuir et en médecine[réf. nécessaire]. 
Les extrémités de l'empennage des flèches ont été fixées à l'aide de sangles au goudron de bouleau, et des peaux brute au goudron de bouleau ont été utilisées pour fixer la lame des haches au Mésolithique.
On retrouve couramment, en Scandinavie, de petits morceaux de ce matériau avec des traces de dents, ce qui indique qu'ils étaient mâchonnés, probablement pour les assouplir avant usage ou pour se soigner les gencives. Un morceau datant de 5 700 ans retrouvé sur le site archéologique de Syltholm, dans le sud du Danemark, a permis de révéler le génome complet de la personne qui l'a mâchonné,. Il s'agit d'une jeune fille, aujourd’hui surnommée Lola, qui avait la peau sombre, les cheveux noirs et les yeux clairs. Elle appartenait à une communauté de chasseurs-cueilleurs d'Europe occidentale.
Le cuir de Russie est un cuir résistant à l'eau, huilé à l'huile de bouleau après tannage. Ce cuir était un produit d'exportation important des XVIIe et XVIIIe siècles en Russie, de par la disponibilité de l'huile de bouleau qui limitait sa production géographique. L’imprégnation à l’huile a également dissuadé les insectes de s’y attaquer et a donné un arôme distinctif et agréable considéré comme une marque de qualité du cuir. 
Le goudron de bouleau est également l’un des composants du liniment Vishnevsky.
L'huile de goudron de bouleau est un répulsif efficace contre les gastéropodes. L'effet répulsif dure environ deux semaines ; celui de l'huile de goudron de bouleau mélangée à de la vaseline de pétrole appliquée sur une clôture dure jusqu'à plusieurs mois.
L'huile de goudron de bouleau est également utilisée en parfumerie comme note de base pour conférer des notes de cuir, de goudron, de fumée et de végétale.